# Nathan Moriah-Welsh
Nathan Daniel Moriah-Welsh (Londra, 18 marzo 2002) è un calciatore guyanese con cittadinanza britannica, centrocampista del Mansfield Town e della nazionale guyanese.

## Caratteristiche tecniche
È un centrocampista centrale.

## Carriera

### Nazionale
Nato a Londra, è eleggibile anche per Guyana e Grenada per le origini dei genitori; dopo aver scelto di optare per la nazionale guyanese il 30 marzo 2021 debutta giocando l'incontro di qualificazione per il campionato mondiale di calcio 2022 vinto 4-0 contro le Bahamas.

## Statistiche

### Presenze e reti nei club
Statistiche aggiornate al 17 maggio 2024.
| Stagione         | Squadra          | Campionato       | Campionato | Campionato | Coppe nazionali | Coppe nazionali | Coppe nazionali | Coppe continentali | Coppe continentali | Coppe continentali | Altre coppe | Altre coppe | Altre coppe | Totale | Totale |
| Stagione         | Squadra          | Comp             | Pres       | Reti       | Comp            | Pres            | Reti            | Comp               | Pres               | Reti               | Comp        | Pres        | Reti        | Pres   | Reti   |
| ---------------- | ---------------- | ---------------- | ---------- | ---------- | --------------- | --------------- | --------------- | ------------------ | ------------------ | ------------------ | ----------- | ----------- | ----------- | ------ | ------ |
| 2021-2022        | Bournemouth      | FLC              | 0          | 0          | FACup+CdL       | 2+0             | 0               |                    | -                  | -                  |             | -           | -           | 1      | 0      |
| 2022-2023        | Newport County   | FL2              | 38         | 3          | FACup+CdL       | 2+2             | 0               |                    | -                  | -                  | FLT         | 4           | 0           | 46     | 3      |
| gen.-giu. 2024   | Hibernian        | SP               | 14         | 0          | CS              | 2               | 0               |                    | -                  | -                  |             | -           | -           | 16     | 0      |
| 2024-2025        | Hibernian        | SP               | 17         | 0          | CS+CdL          | 2+5             | 0+1             |                    | -                  | -                  |             | -           | -           | 24     | 1      |
| Totale Hibernian | Totale Hibernian | Totale Hibernian | 31         | 0          |                 | 9               | 1               |                    | -                  | -                  |             | -           | -           | 40     | 0      |
| Totale carriera  | Totale carriera  | Totale carriera  | 69         | 3          |                 | 15              | 1               |                    | -                  | -                  |             | 4           | 0           | 88     | 4      |

### Cronologia presenze e reti in nazionale
| Cronologia completa delle presenze e delle reti in nazionale ― Guyana | Cronologia completa delle presenze e delle reti in nazionale ― Guyana | Cronologia completa delle presenze e delle reti in nazionale ― Guyana | Cronologia completa delle presenze e delle reti in nazionale ― Guyana | Cronologia completa delle presenze e delle reti in nazionale ― Guyana | Cronologia completa delle presenze e delle reti in nazionale ― Guyana | Cronologia completa delle presenze e delle reti in nazionale ― Guyana | Cronologia completa delle presenze e delle reti in nazionale ― Guyana |
| Data                                                                  | Città                                                                 | In casa                                                               | Risultato                                                             | Ospiti                                                                | Competizione                                                          | Reti                                                                  | Note                                                                  |
| --------------------------------------------------------------------- | --------------------------------------------------------------------- | --------------------------------------------------------------------- | --------------------------------------------------------------------- | --------------------------------------------------------------------- | --------------------------------------------------------------------- | --------------------------------------------------------------------- | --------------------------------------------------------------------- |
| 30-3-2021                                                             | Santo Domingo                                                         | Guyana                                                                | 4 – 0                                                                 | Bahamas                                                               | Qual. Mondiali 2022                                                   | -                                                                     | 78’                                                                   |
| 4-6-2021                                                              | Basseterre                                                            | Saint Kitts e Nevis                                                   | 3 – 0                                                                 | Guyana                                                                | Qual. Mondiali 2022                                                   | -                                                                     | 80’                                                                   |
| 8-6-2021                                                              | Basseterre                                                            | Guyana                                                                | 0 – 2                                                                 | Porto Rico                                                            | Qual. Mondiali 2022                                                   | -                                                                     | 31’                                                                   |
| 4-7-2021                                                              | Fort Lauderdale                                                       | Guatemala                                                             | 4 – 0                                                                 | Guyana                                                                | Qual. Gold Cup 2021                                                   | -                                                                     | 62’                                                                   |
| 28-3-2022                                                             | Port of Spain                                                         | Barbados                                                              | 0 – 5                                                                 | Guyana                                                                | Amichevole                                                            | -                                                                     | 45’                                                                   |
| 30-3-2022                                                             | Port of Spain                                                         | Trinidad e Tobago                                                     | 1 – 1                                                                 | Guyana                                                                | Amichevole                                                            | -                                                                     |                                                                       |
| 5-6-2022                                                              | Santo Domingo                                                         | Montserrat                                                            | 1 – 2                                                                 | Guyana                                                                | CONCACAF Nations League 2022-2023 - 1º turno                          | -                                                                     | 84’                                                                   |
| 7-6-2022                                                              | Georgetown                                                            | Guyana                                                                | 2 – 1                                                                 | Bermuda                                                               | CONCACAF Nations League 2022-2023 - 1º turno                          | -                                                                     | 72’ 90’                                                               |
| 11-6-2022                                                             | Georgetown                                                            | Guyana                                                                | 2 – 6                                                                 | Haiti                                                                 | CONCACAF Nations League 2022-2023 - 1º turno                          | 1                                                                     |                                                                       |
| 15-6-2022                                                             | Santo Domingo                                                         | Haiti                                                                 | 6 – 0                                                                 | Guyana                                                                | CONCACAF Nations League 2022-2023 - 1º turno                          | -                                                                     |                                                                       |
| 25-3-2023                                                             | Hamilton                                                              | Bermuda                                                               | 0 – 2                                                                 | Guyana                                                                | CONCACAF Nations League 2022-2023 - 1º Turno                          | -                                                                     | 38’ 80’                                                               |
| 14-10-2023                                                            | Basseterre                                                            | Porto Rico                                                            | 1 – 3                                                                 | Guyana                                                                | CONCACAF Nations League 2023-2024 - 1º turno                          | -                                                                     | 72’                                                                   |
| 17-10-2023                                                            | Basseterre                                                            | Guyana                                                                | 3 – 1                                                                 | Porto Rico                                                            | CONCACAF Nations League 2023-2024 - 1º turno                          | 1                                                                     | 45’                                                                   |
| 22-11-2023                                                            | Santo Domingo                                                         | Guyana                                                                | 6 – 0                                                                 | Antigua e Barbuda                                                     | CONCACAF Nations League 2023-2024 - 1º turno                          | 1                                                                     |                                                                       |
| 7-6-2024                                                              | Panama                                                                | Panama                                                                | 2 – 0                                                                 | Guyana                                                                | Qual. Mondiali 2026                                                   | -                                                                     | 67’                                                                   |
| 11-6-2024                                                             | Widley                                                                | Guyana                                                                | 3 – 1                                                                 | Belize                                                                | Qual. Mondiali 2026                                                   | -                                                                     | 85’                                                                   |
| 5-9-2024                                                              | Leonora                                                               | Guyana                                                                | 1 – 3                                                                 | Suriname                                                              | CONCACAF Nations League 2024-2025 - 1º turno                          | -                                                                     | 78’                                                                   |
| 9-9-2024                                                              | Fort-de-France                                                        | Martinica                                                             | 2 – 2                                                                 | Guyana                                                                | CONCACAF Nations League 2024-2025 - 1º turno                          | -                                                                     | 54’ 68’                                                               |
| 12-10-2024                                                            | Leonora                                                               | Guyana                                                                | 1 – 3                                                                 | Guatemala                                                             | CONCACAF Nations League 2024-2025 - 1º turno                          | -                                                                     | 75’                                                                   |
| 16-10-2024                                                            | Paramaribo                                                            | Suriname                                                              | 5 – 1                                                                 | Guyana                                                                | CONCACAF Nations League 2024-2025 - 1º turno                          | -                                                                     | 86’                                                                   |
| 16-11-2024                                                            | Bridgetown                                                            | Barbados                                                              | 1 – 4                                                                 | Guyana                                                                | CONCACAF Nations League 2024-2025 - Spareggi                          | -                                                                     |                                                                       |
| 20-11-2024                                                            | Leonora                                                               | Guyana                                                                | 5 – 3                                                                 | Barbados                                                              | CONCACAF Nations League 2024-2025 - Spareggi                          | -                                                                     | 73’                                                                   |
| 21-3-2025                                                             | Bridgetown                                                            | Guyana                                                                | 3 – 2                                                                 | Guatemala                                                             | Qual. Gold Cup 2025                                                   | -                                                                     | 61’                                                                   |
| 25-3-2025                                                             | Città del Guatemala                                                   | Guatemala                                                             | 2 – 0                                                                 | Guyana                                                                | Qual. Gold Cup 2025                                                   | -                                                                     | 75’                                                                   |
| 6-6-2025                                                              | Managua                                                               | Nicaragua                                                             | 1 – 0                                                                 | Guyana                                                                | Qual. Mondiali 2026                                                   | -                                                                     |                                                                       |
| 10-6-2025                                                             | Leonora                                                               | Guyana                                                                | 3 – 0                                                                 | Montserrat                                                            | Qual. Mondiali 2026                                                   | -                                                                     | cap.                                                                  |
| Totale                                                                |                                                                       | Presenze                                                              | 26                                                                    |                                                                       | Reti                                                                  | 3                                                                     |                                                                       |